# Wacousta
Wacousta – jednostka osadnicza w Stanach Zjednoczonych, w stanie Michigan, w hrabstwie Clinton.